# Persone di nome Ramón/Calciatori
| Questa pagina contiene informazioni ricavate automaticamente dalle voci biografiche con l'ausilio del template Bio e di un bot. L'aggiornamento è periodico e automatico e ricostruisce completamente la pagina. Se manca una persona in questa lista, sei pregato di non aggiungerla, ma accertati piuttosto che la sua voce biografica contenga il template Bio e che i dati anagrafici siano correttamente compilati. Se il template Bio manca, inseriscilo tu stesso o, in alternativa, metti l'avviso {{tmp\|Bio}} che ne segnala la mancanza. Se i dati riportati sono sbagliati, correggi direttamente la voce biografica; le modifiche saranno visibili in questa lista entro pochi giorni. Per chiarimenti vedi il progetto antroponimi. La lista contiene solo le 59 persone che sono citate nell'enciclopedia e per le quali è stato implementato correttamente il template Bio. Pagina aggiornata al 16 ott 2024. |

Questa è una lista di persone presenti nell'enciclopedia che hanno il nome Ramón e sono calciatori.

## A(4)
- Ramón Abeledo, ex calciatore argentino (Valentín Alsina, n. 1937)
- Ramón Aguirre Suárez, calciatore argentino (Tucumán, n. 1944 - La Plata, † 2013)
- Ramón Arias, calciatore uruguaiano (Montevideo, n. 1992)
- Ramón Azeez, ex calciatore nigeriano (Abuja, n. 1992)

## B(2)
- Ramón Bucetta, calciatore uruguaiano (n. 1894)
- Ramón Bóveda, ex calciatore argentino (Pirané, n. 1949)

## C(6)
- Ramón Cansinos, calciatore argentino (Santiago del Estero, n. 2002)
- Ramón Cardozo, ex calciatore paraguaiano (Villarrica, n. 1986)
- Ramón Víctor Castro, ex calciatore uruguaiano (Montevideo, n. 1964)
- Ramón Cobo, calciatore e allenatore di calcio spagnolo (Madrid, n. 1928 - Madrid, † 2009)
- Ramón Colón, calciatore e allenatore di calcio spagnolo (Madrid, n. 1916 - † 1999)
- Ramón Coronel, calciatore paraguaiano (Capiatá, n. 1991)

## D(3)
- Ramón de la Fuente, calciatore spagnolo (Bilbao, n. 1907 - Madrid, † 1973)
- Ramón da Silva Ramos, ex calciatore brasiliano (Sirinhaém, n. 1950)
- Ramón Rodrigo de Freitas, ex calciatore brasiliano (Belo Horizonte, n. 1983)

## E(4)
- Ramón Eguiazábal, calciatore spagnolo (Irun, n. 1896 - Lione, † 1939)
- Ramón Encinas, calciatore e allenatore di calcio spagnolo (Pontevedra, n. 1893 - Madrid, † 1967)
- Ramón Enríquez, calciatore spagnolo (Órgiva, n. 2001)
- Ramón Alfredo Escobar, ex calciatore paraguaiano (n. 1964)

## F(3)
- Ramón Fagoaga, ex calciatore salvadoregno (n. 1952)
- Ramón Ignacio Fernández, calciatore argentino (Formosa, n. 1984)
- Ramón Folch, calciatore spagnolo (Cambrils, n. 1989)

## G(5)
- Ramón Gabilondo, calciatore e allenatore di calcio spagnolo (Eibar, n. 1913 - Madrid, † 2004)
- Ramón González Expósito, ex calciatore spagnolo (Malagón, n. 1974)
- Ramón Grosso, calciatore spagnolo (Madrid, n. 1943 - Madrid, † 2002)
- Ramón Guzmán, calciatore e allenatore di calcio spagnolo (Barcellona, n. 1907 - † 1954)
- Moncho Gil, calciatore spagnolo (Vigo, n. 1897 - Vigo, † 1965)

## H(3)
- Ramón Heredia, ex calciatore argentino (Córdoba, n. 1951)
- Ramón Herrera Bueno, calciatore spagnolo (Gijón, n. 1907 - Gijón, † 1960)
- Ramón Hicks, ex calciatore paraguaiano (Asunción, n. 1959)

## J(1)
- Ramón Juárez, calciatore messicano (Rioverde, n. 2001)

## L(2)
- Ramón Lentini, calciatore argentino (Posadas, n. 1988)
- Ramón Luna, calciatore argentino (Santiago del Estero, n. 1904)

## M(9)
- Ramón Marsal, calciatore spagnolo (Madrid, n. 1934 - Madrid, † 2007)
- Ramón Martínez, calciatore paraguaiano (Asunción, n. 1996)
- Ramón Mayeregger, ex calciatore paraguaiano (n. 1936)
- Ramón Medina Bello, ex calciatore argentino (Gualeguay, n. 1966)
- David Mendieta Alfonso, calciatore paraguaiano (Ypacaraí, n. 1988)
- Ramón Mifflin, ex calciatore peruviano (Lima, n. 1947)
- Ramón Miérez, calciatore argentino (Resistencia, n. 1997)
- Ramón Osni Moreira Lage, ex calciatore brasiliano (Nova Era, n. 1988)
- Ramón Mutis, calciatore argentino (Buenos Aires, n. 1899 - Buenos Aires, † 1992)

## N(1)
- Ramón Núñez, calciatore honduregno (Tegucigalpa, n. 1985)

## O(1)
- Darío Ocampo, ex calciatore argentino (Posadas, n. 1986)

## P(2)
- Ramón Polo, calciatore spagnolo (Corcubión, n. 1901 - † 1966)
- Ramón Héctor Ponce, calciatore argentino (Goya, n. 1948 - † 2019)

## Q(1)
- Ramón Quiroga, ex calciatore argentino (Rosario, n. 1950)

## R(2)
- Ramón Rodríguez da Silva, calciatore brasiliano (Ipiaú, n. 1990)
- Monchu, calciatore spagnolo (Palma di Maiorca, n. 1999)

## S(4)
- Ramón Sanromán, ex calciatore spagnolo (Vigo, n. 1952)
- Ramón Soria Alonso, calciatore spagnolo (Alicante, n. 1989)
- Ramón Sosa, calciatore paraguaiano (Maracaná, n. 1999)
- Ramón Sánchez Paredes, ex calciatore salvadoregno (San Juan Opico, n. 1982)

## T(2)
- Ramón Terrats, calciatore spagnolo (Barcellona, n. 2000)
- Monchín Triana, calciatore spagnolo (Madrid, n. 1902 - Paracuellos de Jarama, † 1936)

## U(1)
- Ramón Unzaga, calciatore spagnolo (Deusto, n. 1892 - Cabrero, † 1923)

## V(1)
- Ramón Villaverde, calciatore uruguaiano (Montevideo, n. 1930 - Barcellona, † 1986)

## Z(1)
- Ramón Zabalo, calciatore spagnolo (South Shields, n. 1910 - Viladecans, † 1967)

## Á(1)
- Ramón Ábila, calciatore argentino (Córdoba, n. 1989)